# Caraman
Caraman är en kommun i departementet Haute-Garonne i regionen Occitanien i södra Frankrike. Kommunen ligger i kantonen Caraman som tillhör arrondissementet Toulouse. År 2022 hade Caraman 2 487 invånare.

## Befolkningsutveckling
Antalet invånare i kommunen Caraman
Referens:INSEE

## Monument

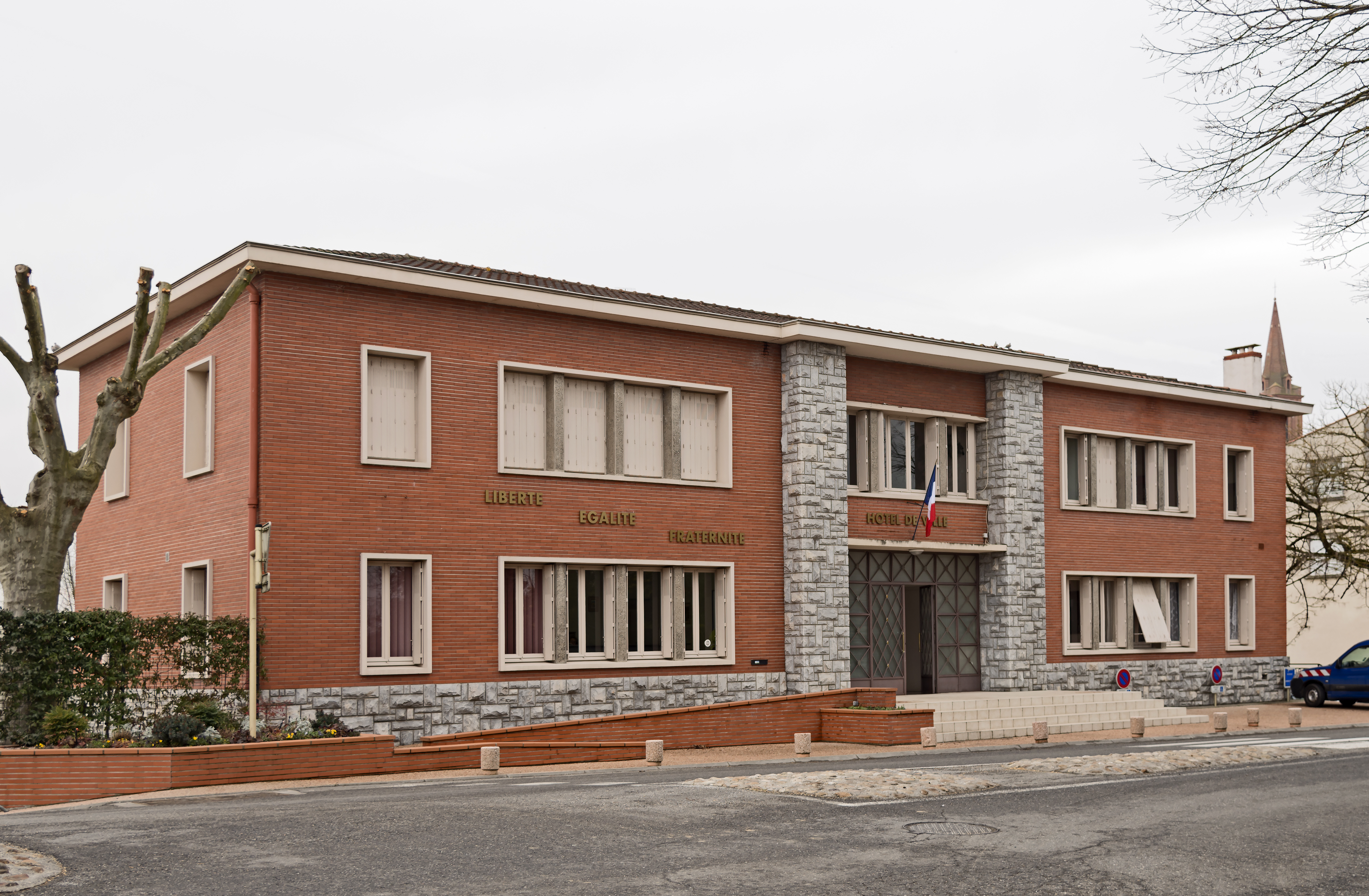
Stadshuset.
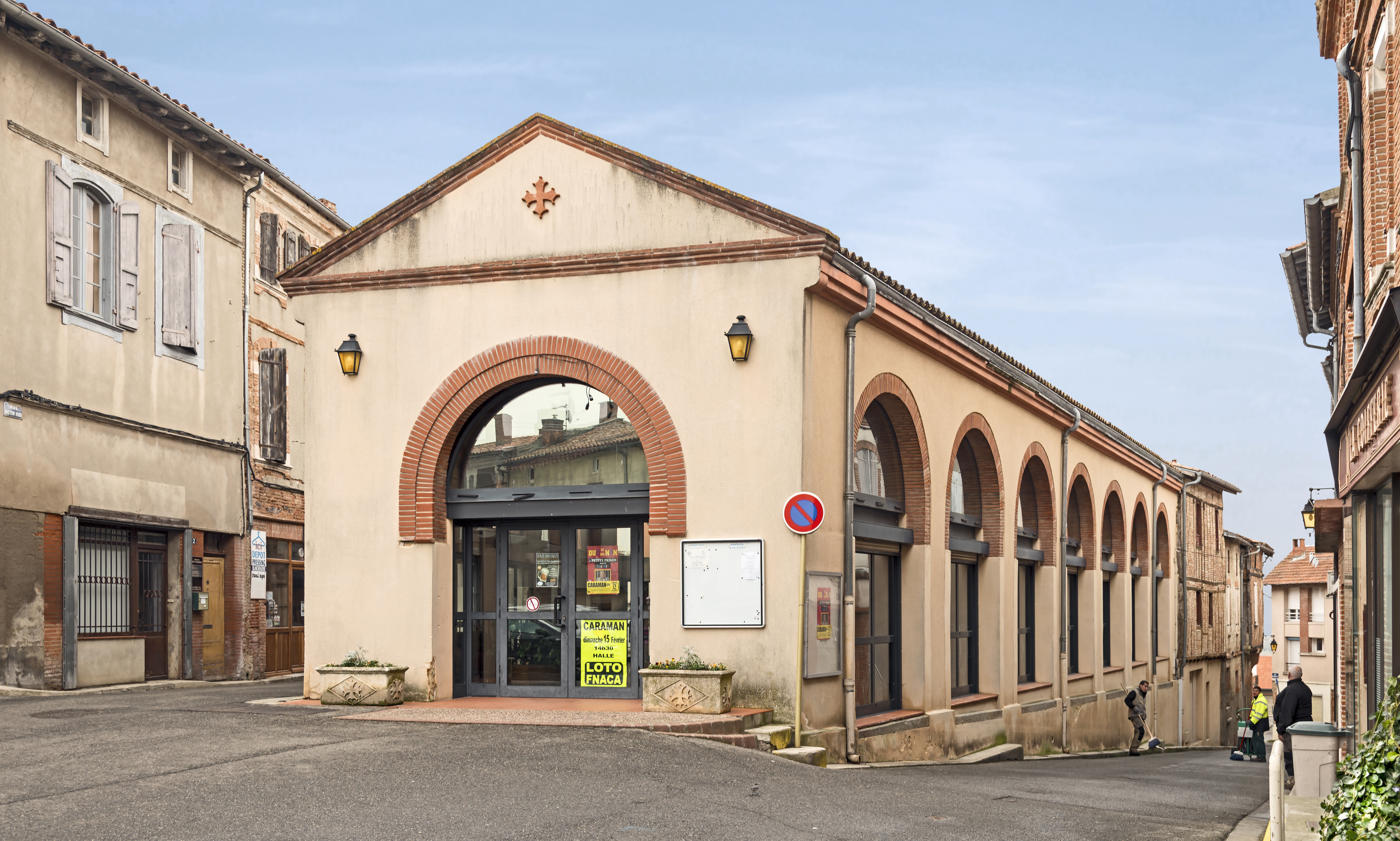
Den saluhall.
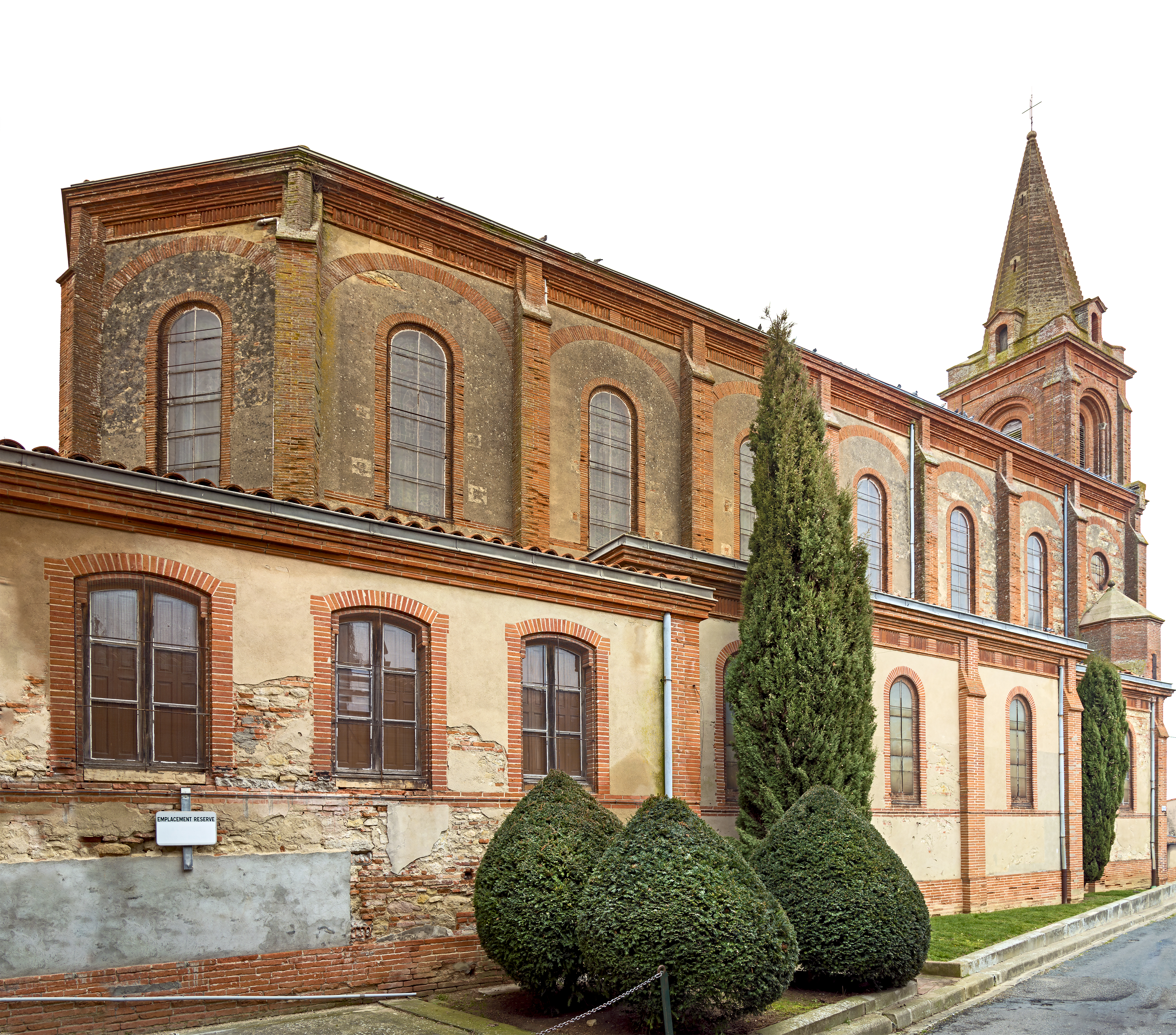
Kyrkan Saint-Pierre
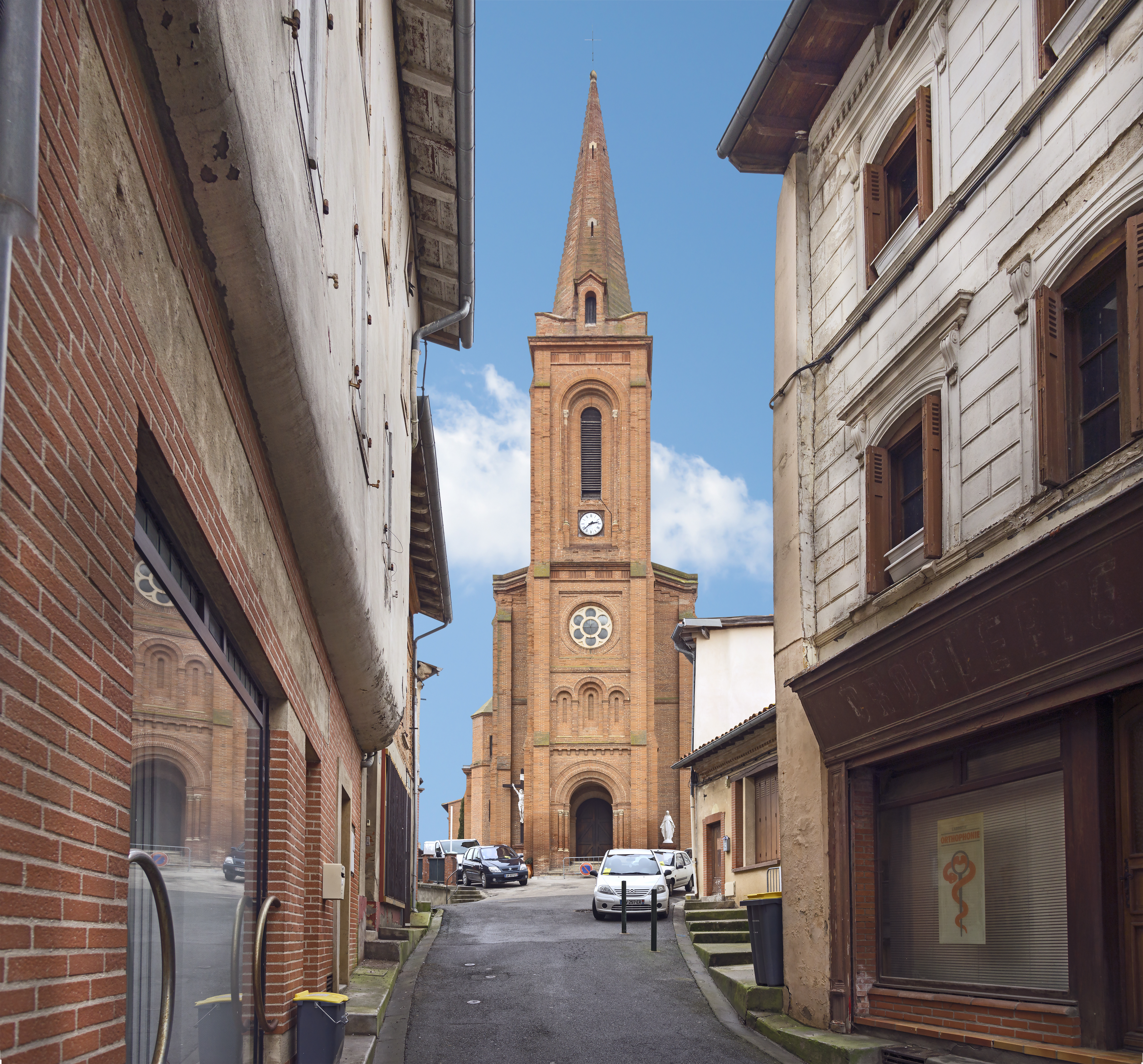
Klockstapeln.
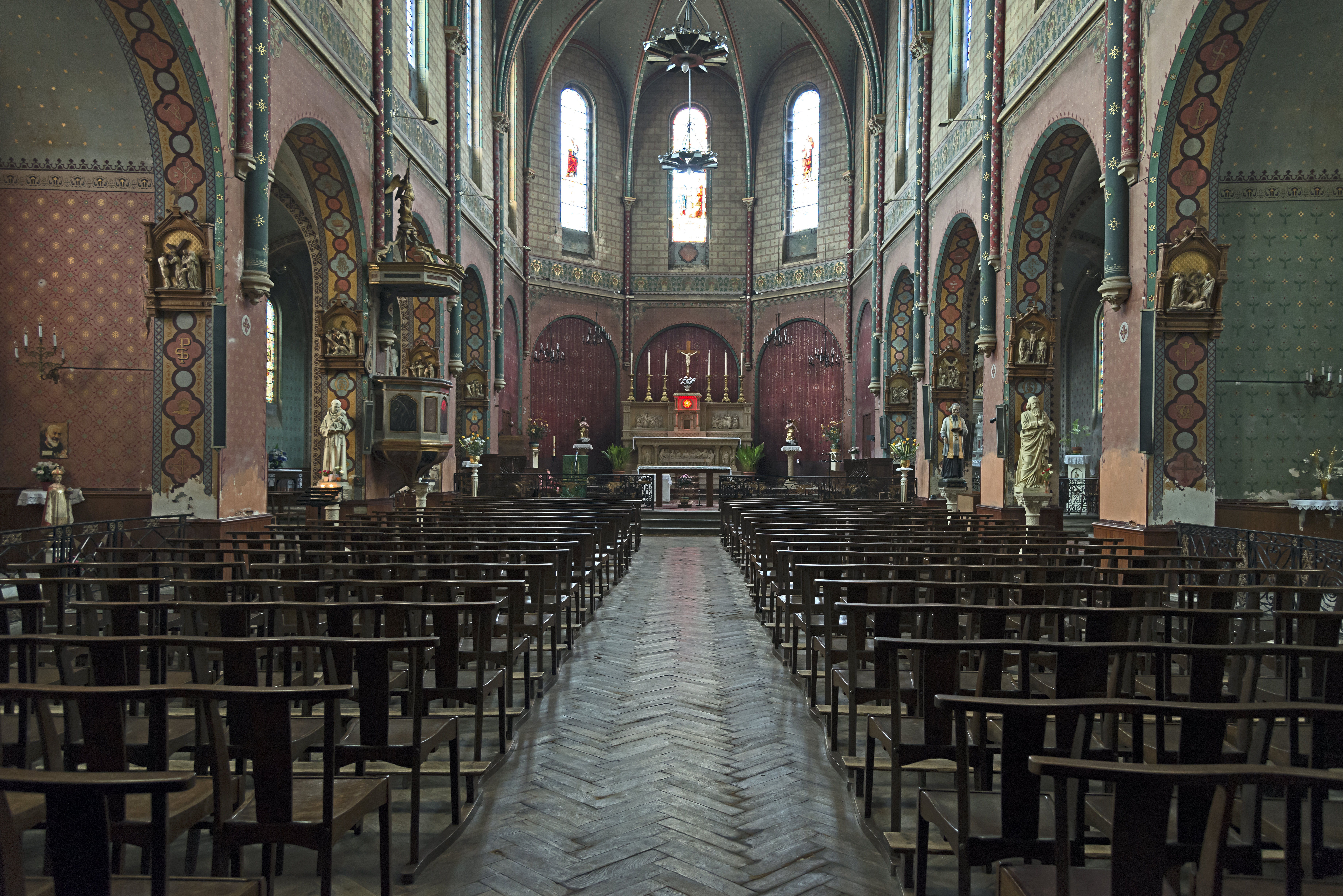
Skeppet.
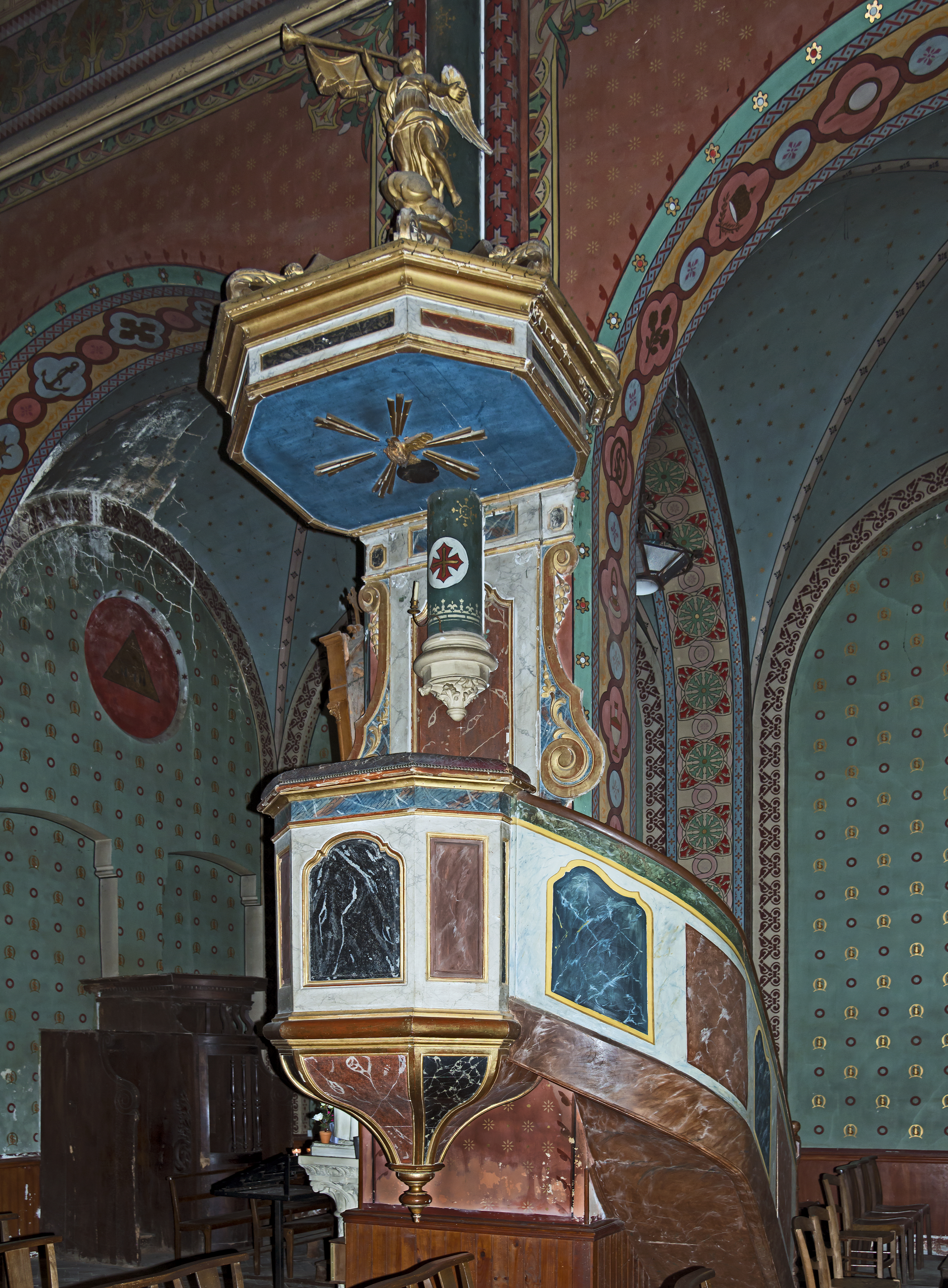
Predikstolen.